# John Laichinger
John Laichinger (Saint Louis, 2 marzo 1884 – 4 aprile 1933) è stato un ginnasta e multiplista statunitense.

## Carriera
Laichinger partecipò ai Giochi olimpici di Saint Louis 1904 nelle gare di triathlon e ginnastica. Giunse quinto nel concorso a squadre, ottantatreesimo nel concorso generale individuale, tredicesimo nel triathlon e centotreesimo nel concorso a tre eventi.